# 第6回ワシントンD.C.映画批評家協会賞
6th WAFCA Awards

2007年
作品賞: 

 ノーカントリー 
第6回ワシントンD.C.映画批評家協会賞は、2007年12月10日に行われた。

## 受賞者一覧
主演男優賞
- ジョージ・クルーニー - 『フィクサー』

主演女優賞
- ジュリー・クリスティ - 『アウェイ・フロム・ハー君を想う』

アニメ映画賞
- 『レミーのおいしいレストラン』

美術監督賞
- 『スウィーニー・トッド フリート街の悪魔の理髪師』

ブレイクスルー演技賞
- エリオット・ペイジ - 『JUNO/ジュノ』

キャスト賞
- 『ノーカントリー』

監督賞
- コーエン兄弟 - 『ノーカントリー』

ドキュメンタリー映画賞
- 『シッコ』

作品賞
- 『ノーカントリー』

外国語映画賞
- 『潜水服は蝶の夢を見る』 ( フランス アメリカ合衆国)

脚色賞
- 『チャーリー・ウィルソンズ・ウォー』 - アーロン・ソーキン

脚本賞
- 『JUNO/ジュノ』 - ディアブロ・コーディ

助演男優賞
- ハビエル・バルデム - 『ノーカントリー』

助演女優賞
- エイミー・ライアン - 『ゴーン・ベイビー・ゴーン』、『その土曜日、7時58分』